# 勐腊峭腹蛛
勐腊峭腹蛛（学名：Tmarus menglae）为蟹蛛科峭腹蛛属的动物。在中国大陆，分布于云南等地。该物种的模式产地在云南。